# لاله باغچه‌ای
لالهٔ باغچه‌ای یا لالهٔ ژسنر (نام علمی: Tulipa gesneriana) از گونه‌های تَک‍پر و دیررس لاله است. بیشتر رقم‌های گل لاله از این گونه منشأ گرفته‌اند. منشأ این گل نامشخص است و مانند بسیاری از لاله‌های دیگری که از امپراتوری عثمانی به اروپا آورده شده، منشأ آن می‌تواند ترکیه باشد. در حال حاضر از گیاهان بومی جنوب غربی اروپا به شمار می‌آید.